# Jason Estrada
Jason Moses Estrada (ur. 30 listopada 1980 w Providence) – amerykański bokser wagi ciężkiej.

## Kariera
W latach 2001–2003 trzykrotnie zdobywał amatorskie mistrzostwo USA w wadze superciężkiej. W 2001 roku wystąpił na mistrzostwach świata w Belfaście. Odpadł już po pierwszej walce, pokonany przez Kubańczyka Pedro Carrióna. Po zdobyciu złotego medalu w Igrzyskach Panamerykańskich w 2003 wystąpił na Igrzyskach Olimpijskich 2004 w Atenach, gdzie uległ w ćwierćfinale Kubańczykowi Michelowi Lópezowi Núñezowi.
10 grudnia 2004 rozpoczął karierę zawodową walką z Josephem Kennethem Reyesem. Wygrał pierwsze 7 walk na zawodowym ringu. Pierwszą porażkę zanotował 17 listopada 2006 w walce z Travisem Walkerem, a drugą 4 kwietnia 2009 z Aleksandrem Powietkinem. 2 września 2009 odniósł efektowne zwycięstwo w 7. rundzie przez techniczny nokaut nad Zurim Lawrence'em, posyłając rywala dwukrotnie na deski. Dzięki tej wygranej 6 lutego 2010 stanął do walki z Tomaszem Adamkiem w Prudential Arena w Newark o pas IBF International. Przegrał przez jednogłośną decyzję sędziów po 12 rundach. Porażką przez nokaut w 9 rundzie zakończyła się kolejna walka Estrady – z Franklinem Lawrence'em. W 2012 stoczył trzy walki, wygrywając wszystkie. Ostatnią walkę stoczył 20 lutego 2015 przegrywając na punkty z Lenroyem Thomasem.
Mieszka w North Providence. Jest stanu wolnego, ma jedno dziecko. Od 2011 jest współwłaścicielem firmy Big Six Entertainment, LLC.